# مجموعه تپه‌های ژاله‌ای
مجموعه تپه‌های ژاله‌ای مربوط به سدهٔ ۷ تا ۸ ه.ق است و در شهرستان زابل، بخش مرکزی، روستای ژاله‌ای واقع شده و این اثر در تاریخ ۱۰ دی ۱۳۸۱ با شمارهٔ ثبت ۶۷۴۸ به‌عنوان یکی از آثار ملی ایران به ثبت رسیده است.